# Det danske stabsmusikkorps
Det danske stabsmusikkorps (The Danish Staff Band) var et orkester, der blev etableret af Frelsens Hær i 1890 og blev opløst af økonomiske årsager i 1932.
Orkestrets mission var at være eksempel for Frelsens Hærs orkestre i Danmark og at sprede det kristne budskab gennem musik og eksempel. Orkestret rejste op til 11 måneder om året, med op til 5 engagementer hver dag, og var ikke kun på kampagne i Danmark, men også i Sverige, Finland, Estland, Letland, Tyskland og England, og deltog tillige i Frelsens Hærs internationale kongres i London i 1914.
Skønt de fleste musikere kun var teenagere blev orkestret kendt for høj musikalsk kvalitet og høj kristen standard, og orkestret fik en meget høj popularitet blandt salvationister i specielt Danmark og Sverige. Gennem innovative programmer og kreativ forkyndelse viste orkestret evne til at tilpasse sig enhver kontekst. Orkestret kunne næsten opfattes som en mobil skole for kommende officerer i Frelsens Hær.
Mange af orkestrets medlemmer blev indflydelsesrige personer i Frelsens Hær i mange verdensdele. En af disse var Emil Marcussen, som det meste af sin karriere arbejdede i Frelsens Hær i USA, og efter sin pensionering var fængselspræst i Folsom og San Quentin. Han blev også tildelt ridderkorset.
Andre medlemmer som Erik Leidzén og Emil Söderström ville få stor indflydelse på Frelsens Hærs musikliv, mens andre blev stabsmusikledere i Argentina, Tyskland, Finland og Tjekkoslovakiet. Andre igen havde været eller blev musikere i andre stabsmusikkorps som fx Alfred Benwell, som havde været medlem af Junior Staff Band i London – forgængeren for The International Staff Band.
Igennem mange år var Ernst Söderström dirigent. Han havde stor indflydelse på orkestrets udvikling og skabte basis for orkestrets fineste periode (1924-1932). De senere dirigenter: Sigvald Jensen, Carstens Clausen og Harald Jensen udviste meget fine musiske og personlige kompetencer, og sikrede de høje standard og fortsatte udvikling. 